# Zemplénagárd
Zemplénagárd ist eine ungarische Gemeinde im Kreis Cigánd im Komitat Borsod-Abaúj-Zemplén.

## Geografische Lage
Zemplénagárd liegt in Nordungarn an der slowakischen Grenze, 98 nordöstlich des Komitatssitzes Miskolc, 18 Kilometer nordöstlich der Kreisstadt Cigánd, am rechten Ufer des Flusses Theiß. Kleine unbewohnte Teile des Gemeindegebiets befinden sich auch jenseits des Flusses.

## Geschichte
Im Jahr 1913 gab es in der damaligen Kleingemeinde 312 Häuser und 1.671 Einwohner auf einer Fläche von 4.358 Katastraljochen. Sie gehörte zu dieser Zeit zum Bezirk Bodrogköz im Komitat Zemplén.

## Sehenswürdigkeiten
- Griechisch-katholische Kirche Szentlélek eljövetele
- Reformierte Kirche
- Römisch-katholische Kapelle Szent István Király